# Algoritmo de ordenación natural
Un algoritmo de ordenamiento natural, también llamado algoritmo de ordenación natural, es un método de ordenamiento utilizado en informática y matemáticas para ordenar elementos en una secuencia de acuerdo con su orden natural, en lugar de utilizar un criterio de comparación específico, es decir que dándole como entrada una secuencia ya ordenada (1, 2, 3, 4, 5, 6...), tardará para esa secuencia la menor cantidad de tiempo posible, comparándolo con el tiempo de proceso de otras secuencias desordenadas.
Este algoritmo es especialmente útil cuando se trabaja con datos que tienen una estructura jerárquica o semántica que puede definir un orden inherente. El algoritmo de ordenamiento natural se utiliza comúnmente para ordenar cadenas de texto que representan nombres de archivos, fechas o cualquier otro tipo de datos que sigan una estructura lógica.

## Descripción
El algoritmo de ordenamiento natural se basa en la observación de que los elementos de la secuencia a ordenar pueden dividirse en grupos que se pueden comparar fácilmente entre sí. Estos grupos suelen estar delimitados por caracteres especiales, como espacios en blanco o caracteres de puntuación, en el caso de cadenas de texto.

### Uso
A continuación, se muestra un ejemplo simple de cómo funciona el algoritmo de ordenamiento natural en una lista de nombres de archivos:
1. Original: ["archivo1.txt", "archivo10.txt", "archivo2.txt", "archivo11.txt"]
2. Primero, el algoritmo divide la lista en grupos basados en números y caracteres no numéricos:
  - ["archivo", "1.txt"]
  - ["archivo", "10.txt"]
  - ["archivo", "2.txt"]
  - ["archivo", "11.txt"]
3. Luego, ordena cada grupo de manera individual. En este caso, los grupos se ordenarían alfabéticamente y numéricamente:
  - ["archivo", "1.txt"]
  - ["archivo", "2.txt"]
  - ["archivo", "10.txt"]
  - ["archivo", "11.txt"]
4. Finalmente, se concatenan los grupos ordenados para obtener la lista ordenada completa:
  - ["archivo1.txt", "archivo2.txt", "archivo10.txt", "archivo11.txt"]

Este es solo un ejemplo simplificado. En aplicaciones del mundo real, el algoritmo de ordenamiento natural puede manejar estructuras de datos más complejas y caracteres especiales adicionales.
En muchos lenguajes de programación, se proporcionan bibliotecas o funciones que implementan este algoritmo para facilitar su uso en aplicaciones de ordenamiento de datos.